# Бейкер, Хайди
Хайди Бейкер (англ. Heidi Baker; род. 29 августа 1959) — христианская миссионерка, основавшая около пяти тысяч церквей в Мозамбике. Является основательницей благотворительной организации «Iris Global», которая ежедневно обеспечивает пропитанием около 10 000 нуждающихся детей в двадцати странах мира.

## Ранние годы
Хайди родилась 29 августа 1959 года в американском городе Лагуна-Бич (штат Калифорния) в семье еврейского происхождения. По словам Хайди, в детстве она, как и её родители, была «формальной» верующей, являющейся христианкой лишь на словах. Однако в возрасте 16 лет она пережила рождение свыше (в традиционном понимании евангельских христиан), что стало поворотным событием в её жизни. Вскоре после этого она прошла пятидневный пост, и на последний день поста, находясь в пятидесятнической церкви, она пережила некий духовный опыт, во время которого получила призыв к служению. Впоследствии Хайди Бейкер, вспоминая о произошедшем в тот день, говорила: «Я просто подняла руки и поклонялась. И вдруг я перестала слышать и проповедника и пианино. Меня окутали свет и слава, и единственный раз за свою жизнь я услышала слышимый голос Бога. Он сказал: „Ты призвана быть служителем и миссионером в Африке, Азии, Англии. Ты понесешь Евангелие до края земли“». Сразу после этого Хайди принялась проповедовать Евангелие людям на улицах.
Когда Хайди исполнилось 18 лет, она вышла замуж за миссионера в четвёртом поколении Ролланда Бейкера. Вместе Хайди и Ролланд отправились в Азию, где 12 лет служили в качестве миссионеров в Индонезии, Китае и Гонконге, а затем полетели в Англию, где провели в служении 3 года. В течение этого времени они организовывали многотысячные евангелизационные служения, основали благотворительную организацию «Iris Global» и окончили университет Vanguard и Королевский колледж Лондона, став докторами богословия.
В своих книгах Хайди пишет, будто однажды во время проведения многотысячной евангелизации, Бог сказал ей, что она ничего не знает о Царстве Божьем и что Он будет учить её принципам Царства через бедных. В связи с этим, Хайди и Ролланд перестали проводить евангелизационные собрания и отправились в Мозамбик, где в течение года взяли под свою опеку 320 детей-сирот. Однако, по причине религиозной наклонности, местные жители встретили Бейкеров с сопротивлением и враждебностью. Как результат, в приют стали лететь пули и камни, а дети стали подвергаться избиению. Вскоре, когда в округе была распространена молва о том, будто Бейкеры намерены совершить государственный переворот в стране, вышел указ о конфискации детского центра и приказ об исполнении смертного приговора для Хайди Бейкер. В дополнение к всему, многие дети стали заболевать, а сама Хайди была больна двухсторонней пневмонией. Находясь в этом положении и ища чудесного избавления от сложившихся трудностей, Хайди решила посетить церковь «Торонто Аэропорт» в Канаде, куда приезжало множество людей из разных стран для получения благословения, исцеления, освобождения и т. д. (религиозное движение, о котором идёт речь, более известно во всём мире как «Пробуждение в Торонто»).

## Визит в Торонто
Бейкеры утверждают, что визит в Торонто в 1996 году стал поворотной точкой их служения. По словам Хайди, как только она посетила дом отдыха для миссионеров в Торонто, произошло следующее: «В зале сказали: „Здесь есть миссионер, который только вошёл в эту комнату и у которого двусторонняя пневмония. И Бог исцеляет её прямо сейчас. Сделайте глубокий вдох“. Это был мой первый визит в Торонто. Я начала дышать, и мои лёгкие были полностью очищены».
Затем Хайди Бейкер пережила некий религиозный опыт, который она впоследствии называла «пребыванием под тяжёлой, весомой славой Господа». Войдя в это состояние, она потеряла свои силы и легла на пол, после чего не могла встать, говорить и есть в продолжение семи дней. В своей книге «В объятиях любви» Бейкер утверждает, будто там, лёжа на полу в Торонто, она увидела видение, в котором Иисус велел ей кормить тысячи голодных детей: «Ко мне пришло видение Иисуса, окруженного массой детьми. Он смотрел на меня Своими горящими глазами любви, и я была потрясена. Господь сказал мне накормить детей, и я начала кричать во весь голос: „Нет, их слишком много!“. Он попросил меня посмотреть Ему в глаза и сказал: „Я умер для того, чтобы всего было в достатке“. Затем Он отломил кусочек Своей плоти, с правой стороны. Его глаза были такими красивыми, а Его тело было избито и в синяках. Он дал мне кусочек Своей плоти; я взяла его и протянула его первому ребёнку. Он превратился в свежий хлеб. Я дала хлеб детям, и они все ели. Затем Иисус подставил стакан, как у бедных, с которыми они просят милостыню, к Своему боку и наполнил его кровью и водой. Он сказал мне, что это была чаша страданий и радости, и спросил меня, могу ли я из неё выпить. Я попила и начала давать её детям. Кровь и вода превратились в напиток. И снова Он сказал: „Я умер для того, чтобы всего было в достатке“. С того дня я приютила каждую сироту, которую Бог поставил передо мной; я попросила моих сотрудников делать то же самое».
Спустя время, посетив церковь «Торонто-Аэропорт», она пережила ещё один «сверхъестественный опыт». Проповедь, произносимая в этой церкви, оказывала настолько сильное влияние на миссионерку, что в конечном итоге она разрыдалась и, плача и крича, выбежала к алтарю. В этот момент пастор Рэнди Кларк (который, как утверждается, никогда до этого не видел её) резко остановил свою речь и начал пророчествовать в её адрес:
«Ты хочешь народ Мозамбика? Слепые будут видеть. Хромые будут ходить. Глухие будут слышать. Мёртвые воскреснут, и нищим будет Благая Весть».
Утверждается, будто затем, оказавшись на полу, она получила подтверждение от Бога: «У тебя будут сотни церквей», после чего стала истерически и неконтролируемо смеяться.
В течение последующих трёх лет Бейкеры основали 200 новых церквей в Мозамбике.
А в 1999 году состоялся повторный визит Хайди Бейкер в Торонто. На сей раз пастор Рэнди Кларк остановил свою проповедь и сказал, что должен изменить тему послания. Хайди Бейкер рассказывает, будто после того, как Рэнди стал говорить об апостольстве, Святой Дух поставил её с ног на голову. Затем, во время стойки на голове, над Бейкер было совершено «пророческое действие» с пролитием нескольких литров воды, сопровождаемое пророчеством о том, что количество её церквей за год удвоится (то есть увеличится от двухсот до четырёхсот). Спустя время Хайди утверждала, будто извлекла из опыта со стойкой на голове и пролитием воды следующий урок: "Господь сказал мне через это: «Свято — значит вверх ногами». В отличие от некоторых людей, которые пытаются вознести себя, святое — это низкое место. Святое место — это место любви, где мы становимся обладателями сущности Иисуса Христа, чтобы стать служителями всех и вся.

## Миссионерская деятельность в Мозамбике
После первого визита в Торонто в 1996 году, в служении Бейкеров произошли как положительные, так и отрицательные перемены.
Негативные изменения выразились в том, что Ролланд Бейкер подхватил церебральную малярию, а дочь Кристалин Бейкер была прикована к постели, имея лихорадку из-за малярии. Кроме того, Бейкеры потеряли всё своё имущество — у них конфисковали 55 зданий — вследствие им с 320 детьми пришлось жить в палатках, имея в собственности лишь одно небольшое помещение. Все эти проблемы, как сообщается, привели к тому, что миссионерке был поставлен диагноз множественного склероза.
Позитивные последствия стали очевидны лишь спустя год после из посещения пробуждения в Торонто. В среде пятидесятников и харизматов принято считать, будто тогда служение Бейкеров стало характеризоваться многочисленными заявлениями о чудесах исцеления, воскрешения из мёртвых и приумножения пищи, в результате чего их служение стало испытывать бурный рост и развитие. Таким образом, если раннее за 18 лет Бейкеры основали четыре церкви, то теперь за два года (в период 1997 — 1999 гг.) ими было учреждено около 200 новых общин, а к октябрю 2000 года количество приходов возросло до 400.

### Наводнение в 2000-м году и гуманитарная помощь
По состоянию на февраль 2000 года, когда в Мозамбике началось сорокадневное наводнение, миссия «Iris Global» являлась высокоразвитой организацией, которая обеспечивала население едой и предметами первой необходимости. В связи с этим прибывшая в Мозамбик экспедиция ООН принялась осуществлять гуманитарную помощь на базе церквей «Iris Global». Как сообщается, в то время в пунктах «Iris Global» обеспечивалось питанием до 50 000 человек ежедневно. А поскольку гуманитарная работа была сопряжена с миссионерской деятельностью, то результатом этого стал стремительный рост численности церквей. В результате помощи пострадавшим к августу 2001 года под наблюдением Бейкеров было до 5 000 церквей, а Хайди Бейкер среди своих сторонников стала известна как «мама Хайди».
К настоящему времени спектр услуг «Iris Global» расширился, включив в себя бурение скважин на воду, бесплатные медицинские клиники, программы питания сёл, работа начальных и средних школ и кустарное производство. На сегодняшний день в состав «Iris Global» входит более 10 000 церквей в 20 странах мира.
Сегодня в качестве проповедницы Хайди Бейкер имеет признание, в основном, в харизматических кругах, где она известна как апостол, в служении которой покаялось порядка 1 млн человек. Хайди Бейкер утверждает, будто это произошло, во многом, благодаря чудесам исцелений. Бейкеры считают, что чудеса исцелений привлекают внимание неверующих и располагают их к тому, чтобы уверовать во Христа. Кроме того, Бейкеры заявляют, якобы время от времени в их церквях происходят воскрешения из мертвых. Так, сообщение на сайте «Iris Global» от ноября 2011 года гласит, будто в служении Бейкеров произошло 53 случая воскрешения из мертвых. Кенди Гюнтер Браун, профессор религиозных исследований в Университете Индианы, назвал Хайди «одним из самых влиятельных лидеров в мире пятидесятников».
В 2004 году о Хайди Бейкер был снят 52-минутный фильм «Mama Heidi».